# Tâm Đoan
Huỳnh Ngọc Tâm Đoan (sinh ngày 5 tháng 5 năm 1977) thường được biết đến với nghệ danh Tâm Đoan, là một nữ ca sĩ người Canada gốc Việt, thành công với dòng nhạc trữ tình.

## Cuộc đời và sự nghiệp
Nghệ danh Tâm Đoan là một loài hoa màu tím trên Tây Nguyên, trong lúc đi dạy học mẹ Tâm Đoan đã phát hiện được rồi về đặt tên cho Tâm Đoan. Gia đình Tâm Đoan gồm ba, mẹ và em gái Kristine Sa.
Từ nhỏ, Tâm Đoan đã sinh hoạt văn nghệ tại Đội Nghệ thuật Nhà Thiếu Nhi Sông Bé (nay là tỉnh Bình Dương) và nhiều bài hát ghi âm và phát trên sóng phát thanh của tỉnh. Khi học lớp 6 Tâm Đoan học thêm về Mandolin và Guitar.
Năm 1989, Tâm Đoan cùng mẹ và em rời Việt Nam sang Canada định cư. Tại đây cô học thêm một năm Clarinet trong trường cấp 3.
Cuối năm 1997, nhạc sĩ Tích Hà giới thiệu Tâm Đoan với trung tâm Vân Sơn trong lúc trung tâm này cần một giọng ca trẻ. Chỉ trong năm đầu tiên, tên tuổi Tâm Đoan đã được biết đến qua sự xuất hiện trên 4 chương trình video (Vân Sơn 7, 8, 9, 10) cũng như qua 2 CD là "Tấm Ảnh Không Hồn" và "Chuyến Tàu Hoàng Hôn". Trong những năm tiếp theo, cô được trung tâm Vân Sơn phát hành nhiều CD như "Mùa Thu Có Nhớ', "Đếm Giọt Sầu Rơi", "Anh Có Nghe Mưa Rơi"...
Vào năm 2001, Tâm Đoan hết hợp đồng với Trung tâm Vân Sơn. Đến năm 2002, Tâm Đoan được Tô Ngọc Thủy (giám đốc trung tâm Thúy Nga) mời ký độc quyền, song song đó cô còn xuất hiện trên DVD của Tình Production. Tâm Đoan bắt đầu xuất hiện trên sân khấu Thúy Nga từ chương trình Paris by Night 63 chủ đề "Dòng Thời Gian".
Từ năm 2009 đến 2014, Tâm Đoan cộng tác với trung tâm Asia. Năm 2014, Tâm Đoan trở lại trung tâm Thúy Nga trong chương trình Paris By Night 112. Ngoài ca hát, hiện tại Tâm Đoan còn làm host của chương trình talkshow mang tên cô và làm chủ một hãng mỹ phẩm có tên D-One.

### Gia đình
Tâm Đoan kết hôn với Tiến Dũng (cũng là một ca sĩ) vào ngày 04 tháng 2 năm 2006 tại Toronto, Canada. Sau khi kết hôn, cô cùng chồng sang Hoa Kỳ sinh sống để phát triển sự nghiệp. Cả hai có với nhau 2 cô con gái.

## Album

### CD

#### Van Son Entertainment
- Tấm Ảnh Không Hồn (1998)
  1. Tấm Ảnh Không Hồn (Lê Dinh)
  2. Bài Ca Dao Đầu Đời (Quốc Dũng & Thanh Sơn)
  3. Còn Nhớ Không Anh
  4. Giây Phút Tạ Từ
  5. Giọt Lệ Vu Quy
  6. Thế Rồi Một Mùa Hè (Phạm Mạnh Cương)
  7. Cánh Cò Và Giòng Sông
  8. Người Đã Như Mơ
  9. Hoa Tím Ngày Xưa (Thanh Sơn)
  10. Từ Đó Em Buồn (Trần Thiện Thanh)
- Chuyến Tàu Hoàng Hôn (1998)
  1. Chuyến Tàu Hoàng Hôn (Minh Kỳ & Hoài Linh)
  2. Chưa Nói Cùng Anh
  3. Tình Nhỏ Mau Quên (Hàn Châu)
  4. Màu Tím Pensee (Ngọc Sơn & Đài Phương Trang)
  5. Trước Giờ Tạm Biệt (Hoài An)
  6. Tiếng Xưa (Dương Thiệu Tước)
  7. Đà Lạt Hoàng Hôn (Lê Dinh)
  8. Một Người Đi (Mai Châu)
  9. Tiếng Lòng Nỉ Non
  10. Đừng Anh Nhé
- Em Còn Bé Lắm Anh Ơi (1998)
  1. Em Còn Bé Lắm Anh Ơi (Quốc Anh)
  2. Mai Lỡ Hai Mình Xa Nhau (Lưu Trần Lê)
  3. Người Giàu Cũng Khóc
  4. Nỗi Buồn Gác Trọ (Mạnh Phát & Hoài Linh)
  5. Từ Giã Thơ Ngây (Nguyễn Hiền & Minh Kỳ)
  6. Bao Giờ Ta Gặp Lại Nhau
  7. Người Đã Quên (Hàn Châu)
  8. Biết Đâu Tìm (Hoàng Thi Thơ)
  9. Lục Bát Xa Người
  10. Hãy Quên Nhau (Phương Kim)
- Mùa Thu Có Nhớ (1999)
  1. Mùa Thu Có Nhớ
  2. Biển Dâu (Lê Dinh & Phương Trà)
  3. Dấu Chân Kỷ Niệm (Thúc Đăng)
  4. Ngoéo Tay Nhau Thề
  5. Tình Cây Và Đất (Tô Thanh Tùng)
  6. Tình Tuổi Ô Mai
  7. Không Bao Giờ Quên Anh (Hoàng Trang)
  8. Trót Dại (Lê Kim Khánh)
  9. Tự Tình Lý Cây Bông
  10. Gió Mát Trăng Thanh
- Đếm Giọt Sầu Rơi (1999)
  1. Đếm Giọt Sầu Rơi
  2. Cay Đắng Tình Đời (Phượng Linh)
  3. Mưa Đêm Tỉnh Lẻ (Bằng Giang & Tú Nhi)
  4. Tình Phai
  5. Khuya Nay Anh Đi Rồi (Châu Kỳ)
  6. Người Em Xóm Đạo
  7. Chuyến Xe Lam Chiều (Vinh Sử)
  8. Thoáng Một Giấc Mơ
  9. Trong Lòng Em Đổ Mưa (Quốc Bình)
  10. Phận Tơ Tằm (Minh Kỳ & Hồ Tịnh Tâm)
- Anh Có Nghe Mưa Rơi (1999)
  1. Anh Có Nghe Mưa Rơi
  2. Đừng Nói Yêu Em
  3. Chuyến Xe Hoa Buồn
  4. Tâm Sự Đời Tôi (Thanh Hằng)
  5. Nếu Biết Tình Yêu (Thăng Long)
  6. Chiều Hè Trên Bãi Biển
  7. Nếu Đời Không Có Anh (Hoàng Trang)
  8. Mai Anh Đi Xa Rồi
  9. Nỗi Niềm Chưa Trọn
  10. Có Nhớ Không Anh
- Nỗi Buồn Hoa Phượng - với Ngọc Hồ (1999)
  1. Anh Về Kẻo Mưa - Tâm Đoan
  2. Nỗi Buồn Hoa Phượng (Thanh Sơn) - Ngọc Hồ
  3. Chờ Đợi Nửa Vầng Trăng - Tâm Đoan & Ngọc Hồ
  4. Ăn Năn (Hoàng Trang) - Tâm Đoan
  5. Tơ Duyên (Ngọc Sơn & Hoàng Trang) - Ngọc Hồ
  6. Mưa Đêm Ngoại Ô (Đỗ Kim Bảng) - Tâm Đoan
  7. Những Chuyến Xe Trong Cuộc Đời (Hoài Linh) - Ngọc Hồ
  8. Về Quê Ngoại (Hàn Châu) - Tâm Đoan & Ngọc Hồ
  9. Mùa Ve Sầu - Tâm Đoan
  10. Mèo Hoang - Ngọc Hồ
- Đàn Và Dây - với Khánh Hoàng, Ngọc Hồ (1999)
  1. Chạnh Lòng - Tâm Đoan
  2. Lỡ Duyên Đò Tình - Ngọc Hồ
  3. Con Sáo Sang Sông - Khánh Hoàng
  4. Tự Tình Lý Cây Bông - Tâm Đoan & Ngọc Hồ
  5. Đàn Và Dây - Tâm Đoan
  6. Cơn Mưa Bất Chợt - Ngọc Hồ
  7. Bạc Tình - Khánh Hoàng
  8. Chuyện Yêu Đương - Tâm Đoan & Ngọc Hồ
  9. Không Hiểu Tại Sao - Tâm Đoan
  10. Yêu Nhau Cho Nhau - Khánh Hoàng
- Tiếng Còi Trong Sương Đêm (2000)
  1. Tiếng Còi Trong Sương Đêm (Lê Trực)
  2. Ai Đi Ngoài Sương Gió (Nguyễn Hữu Thiết)
  3. Anh Cứ Hẹn (Anh Bằng, thơ: Hồ Dzếnh)
  4. Trả Lại Thời Gian (Thanh Sơn)
  5. Đành Quên Sao (Hoàng Thi Thơ)
  6. Bội Bạc (Thanh Sơn)
  7. Mong Manh
  8. Mùi Hương Dạ Lý
  9. Trả Lời Anh
  10. Hai Vì Sao Lạc (Anh Việt Thu)
- Lối Thu Xưa (2000)
  1. Lối Thu Xưa (Quốc Dũng)
  2. Hai Sắc Hoa Tigon
  3. Hương Tóc Mạ Non (Thanh Sơn)
  4. Như Khói Lam Chiều
  5. Giọt Sương Đêm
  6. Em Không Chờ Anh Nữa
  7. Quê Hương
  8. Một Lần Lỡ Bước
  9. Sông Quê 3
  10. Tình Người Yêu Cũ
- Ngày Buồn - với Trường Vũ (2000)
  1. Đêm Giao Thừa Nghe Một Khúc Dân Ca (Võ Đông Điền) - Tâm Đoan
  2. Người Đẹp Lầu Hoa - Trường Vũ
  3. Bến Đợi Đò Trông - Tâm Đoan
  4. Ngày Buồn (Lam Phương) - Tâm Đoan & Trường Vũ
  5. Hai Kỷ Niệm Một Chuyến Đi (Tuấn Khanh) - Tâm Đoan
  6. Một Ngày Tôi Đi Qua - Trường Vũ
  7. Hình Bóng Cũ - Tâm Đoan
  8. Xa Người Mình Yêu (Song Phương) - Trường Vũ
  9. Quen Nhau Trên Đường Về (Thăng Long & Đức Nội) - Tâm Đoan
  10. Sắc Hoa Màu Nhớ (Vì Dân) - Tâm Đoan
- The Best of Tâm Đoan & Trường Vũ - với Trường Vũ (2000)
  1. Tình Tôi Nỗi Buồn - Trường Vũ
  2. Chuyến Tàu Hoàng Hôn (Minh Kỳ & Hoài Linh) - Tâm Đoan
  3. Túy Ca (Châu Kỳ) - Trường Vũ
  4. Tấm Ảnh Không Hồn (Lê Dinh) - Tâm Đoan
  5. Tâm Sự Người Thương Binh - Trường Vũ
  6. Người Đã Quên - Tâm Đoan
  7. Nụ Cười Chua Cay - Trường Vũ
  8. Tiếng Còi Trong Sương Đêm (Lê Trực) - Tâm Đoan
  9. Chuyện Nàng Hàng Xóm - Trường Vũ
  10. Em Còn Bé Lắm Anh Ơi (Quốc Anh) - Tâm Đoan
- Mực Tím Mồng Tơi - với Mạnh Quỳnh (2000)
  1. Mực Tím Mồng Tơi - Tâm Đoan & Mạnh Quỳnh
  2. Đừng Hỏi Vì Sao Tôi Buồn - Tâm Đoan
  3. Tình Yêu Vụng Dại - Mạnh Quỳnh
  4. Ai Nói Với Em - Tâm Đoan & Mạnh Quỳnh
  5. Biết Đến Bao Giờ (Lam Phương) - Tâm Đoan
  6. Áo Cưới Không Nàng Dâu - Mạnh Quỳnh
  7. Đường Tình Đôi Ngã - Tâm Đoan & Mạnh Quỳnh
  8. Chuyện Ba Người (Quốc Dũng) - Tâm Đoan
  9. Nhớ Người Tình Phụ - Mạnh Quỳnh
  10. Sông Quê 2 (Đinh Trầm Ca) - Tâm Đoan & Mạnh Quỳnh
- Ánh Trăng Lẻ Loi - với Phi Nhung, Hạ Vy (2000)
  1. Bốn Màu Áo (Anh Thy & Thanh Viên) - Tâm Đoan
  2. Rồi Mai Em Đi - Hạ Vy
  3. Ánh Trăng Lẻ Loi (LV: Kỳ Anh) - Tâm Đoan
  4. Tâm Sự Đời Tôi (Thanh Hằng) - Phi Nhung
  5. Chuyện Đêm Mưa (Nguyễn Hiền & Hoài Linh) - Tâm Đoan
  6. Thương Mối Tình Đầu - Hạ Vy
  7. Đêm Tâm Sự (Trúc Phương) - Tâm Đoan
  8. Hạnh Phúc Vẫn Còn Đây - Phi Nhung
  9. Còn Chi Nữa - Tâm Đoan
  10. Gởi Người Yêu Xưa - Tâm Đoan
- Thà Giết Người Yêu - với Trường Vũ, Duy Trường (2001)
  1. Nhớ Nhau Trong Đời - Tâm Đoan
  2. Thà Giết Người Yêu (Vinh Sử) - Trường Vũ
  3. Má Hồng Đà Lạt - Tâm Đoan
  4. Mưa Rừng (Huỳnh Anh) - Duy Trường
  5. Tình - Tâm Đoan
  6. Chôn Vùi Tâm Sự (Giao Tiên) - Tâm Đoan & Trường Vũ
  7. Khung Trời Thương Nhớ - Tâm Đoan
  8. Chúng Mình Ba Đứa - Duy Trường
  9. Tựa Cánh Bèo Trôi (Hoàng Minh) - Tâm Đoan
  10. Trên Dòng Sông Nhỏ (Hàn Châu) - Tâm Đoan
- Vì Trong Nghịch Cảnh - với Mạnh Quỳnh (2001)
  1. Ai Buồn Hơn Ai - Tâm Đoan
  2. Chuyện Đời Ca Sĩ - Mạnh Quỳnh
  3. Giọt Sương Đêm - Tâm Đoan
  4. Phố Đêm (Tâm Anh) - Tâm Đoan & Mạnh Quỳnh
  5. Nhật Ký Đời Tôi (Thanh Sơn) - Tâm Đoan
  6. Gửi Người Tôi Thương - Tâm Đoan
  7. Nỗi Sầu Tương Tư - Mạnh Quỳnh
  8. Phận Nghèo (Lê Mộng Bảo) - Tâm Đoan
  9. Vì Trong Nghịch Cảnh (Hoài Nam) - Tâm Đoan & Mạnh Quỳnh
  10. Chuyện Tình Ngưu Lang Chức Nữ (Mạc Phong Linh) - Tâm Đoan
- Chồng Xa (2001)
  1. Chồng Xa (Võ Thiện Thanh)
  2. Hương Thầm (Vũ Hoàng, thơ: Phan Thị Thanh Nhàn)
  3. Em Sẽ Yêu Anh Mãi (Nhã Tâm)
  4. Chuyện Vườn Sầu Riêng (Vinh Sử)
  5. Hoa Nở Về Đêm (Mạnh Phát)
  6. Tình Yêu Vỗ Cánh (Thanh Sơn)
  7. Thư Tình Cuối Mùa Thu (Phan Huỳnh Điểu, thơ: Xuân Quỳnh)
  8. Vọng Gác Đêm Sương (Mạnh Phát)
  9. Tôi Yêu Người Tôi Xa Người (Hoài Thu)
  10. Ngõ Hồn Qua Đêm (Hàn Châu & Triết Giang)
- Tình Trong Mưa - với Duy Trường (2001)
  1. Lạnh Trọn Đêm Mưa (Huỳnh Anh) - Duy Trường
  2. Mưa Bay Trên Phố - Tâm Đoan
  3. Tình Trong Mưa - Tâm Đoan & Duy Trường
  4. Mưa Đêm Tỉnh Lẻ - Duy Trường
  5. Mưa Rừng (Huỳnh Anh) - Tâm Đoan
  6. Mưa Qua Phố Vắng (Hà Phương) - Tâm Đoan & Duy Trường
  7. Mùa Mưa Đi Qua (Du Uyên) - Duy Trường
  8. Mưa Đêm Ngoại Ô (Đỗ Kim Bảng) - Tâm Đoan
  9. Thuyền Giấy Chiều Mưa - Tâm Đoan & Duy Trường
  10. Em Về Kẻo Mưa (Ngân Giang) - Duy Trường
- Không Còn Ai & Nói Dối - với Lương Tùng Quang (2002)
  1. Nói Dối - Tâm Đoan
  2. Rừng Chiều - Lương Tùng Quang
  3. Đừng Tin Lời Nhân Gian - Tâm Đoan & Lương Tùng Quang
  4. Kỷ Niệm Thời Con Gái - Tâm Đoan
  5. Không Còn Ai - Lương Tùng Quang
  6. Vì Yêu Dấu Xưa - Tâm Đoan & Lương Tùng Quang
  7. Buồn Giăng Lối Đêm - Tâm Đoan
  8. Yêu Khi Trời Tối - Lương Tùng Quang
  9. Khúc Nhạc Dưới Trăng - Tâm Đoan & Lương Tùng Quang
  10. Cuộc Tình Đánh Mất - Lương Tùng Quang
- Chuyện Tình Dĩ Vãng (2003)
  1. Chuyện Tình Không Dĩ Vãng (Tâm Anh)
  2. Ngày Xưa Anh Nói (Thúc Đăng & Thanh Tuyền)
  3. Bức Tâm Thư (Lam Phương)
  4. Hạ Thương (Hàn Châu & Thanh Phương)
  5. Khi Đã Yêu (Phượng Linh)
  6. Nhật Ký Hai Đứa Mình (Anh Bằng & Trúc Ly)
  7. Biển Tình (Lam Phương)
  8. Xa Rồi Hạnh Phúc Gian Nan
  9. Tuổi Học Trò
  10. Chuyện Tình Mộng Thường (Trần Thiện Thanh)
- Gõ Cửa & Gió Sang Mùa (2003)
  1. Gió Sang Mùa
  2. Biết Nói Sao Cho Vừa
  3. Gõ Cửa (Mạnh Quỳnh)
  4. Chuyện Tình Đầu
  5. Chuyện Tình Không Đoạn Kết (Tâm Anh)
  6. Mắt Em Buồn
  7. Màu Tím Pensee (Ngọc Sơn & Đài Phương Trang)
  8. Nỗi Buồn Ngày Vu Quy
  9. Nửa Đêm Đợi Chờ
  10. Yêu Là Ảo Mộng
- Chim Sáo Xa Rồi - với Trường Vũ, Nhã Thanh (2004)
  1. Chim Sáo Xa Rồi (Trương Quang Lộc) - Tâm Đoan
  2. Hoa Đào Năm Trước (Lê Dinh & Nguyễn Hiền) - Nhã Thanh
  3. Chiều Trên Đồi Thông - Trường Vũ
  4. Vũ Hội Mùa Xuân - Tâm Đoan
  5. Mùa Hoa Thương Nhớ - Nhã Thanh
  6. Còn Đó Sài Gòn - Trường Vũ
  7. Tìm Lại Cành Ngọc Lan - Tâm Đoan
  8. Xa Mối Tình Đầu - Nhã Thanh
  9. Nếu Anh Đừng Hẹn (Lê Dinh) - Tâm Đoan
  10. LK Mưa - Trường Vũ, Tâm Đoan, Nhã Thanh
- Chuyến Đò Không Em - với Nhã Thanh, Hoàng Lan (2004)
  1. Chuyến Đò Không Em (Hoài Linh) - Hoàng Lan
  2. Thuở Ấy Em Buồn - Tâm Đoan
  3. Tình Đêm Phố Cũ (Thanh Sơn) - Nhã Thanh
  4. Sống Cho Nhau - Tâm Đoan & Khánh Hoàng
  5. Con Đường Mang Tên Em (Trúc Phương) - Hoàng Lan
  6. Nửa Đường Tình Yêu - Nhã Thanh
  7. Hai Kỷ Niệm - Tâm Đoan
  8. Tâm Sự Người Yêu - Hoàng Lan
  9. Tình Buồn Tuổi Trẻ - Nhã Thanh
  10. Chung Một Dòng Sông - Tâm Đoan & Ngọc Hồ
- Những Chuyện Tình Dang Dở (2005)
  1. Tình
  2. Tình Phai
  3. Chuyện Tình Không Dĩ Vãng (Tâm Anh)
  4. Tỉnh Nhỏ Mau Quên (Hàn Châu)
  5. Tình Người Yêu Cũ
  6. Tình Tuổi Ô Mai
  7. Thư Tình Cuối Mùa Thu (Phan Huỳnh Điểu, thơ: Xuân Quỳnh)
  8. Nếu Biết Tình Yêu (Thăng Long)
  9. Chuyện Tình Ngưu Lang Chức Nữ (Mạc Phong Linh)
  10. Chuyện Tình Không Đoạn Kết (Tâm Anh)
- Những Chuyện Tình Bất Tử (2009)
  1. LK Những Chuyện Tình Bất Tử: Chuyện Tình Lan Và Điệp 1 (Mạc Phong Linh & Mai Thiết Lĩnh), Đồi Thông Hai Mộ (Hồng Vân), Chuyện Tình Của Người Trinh Nữ Tên Thi (Hoàng Thi Thơ)
  2. Ai Nhớ Chăng Ai (Hoàng Thi Thơ)
  3. Về Quê (Phó Đức Phương)
  4. Định Mệnh (Song Ngọc)
  5. Chuyện Hợp Tan (Quốc Dũng)
  6. Sao Anh Nỡ Đành Quên (Tô Thanh Tùng)
  7. Tình Nghĩa Đôi Ta Chỉ Thế Thôi (Lam Phương)
  8. Tân Cổ: Cho Vừa Lòng Em (Tân nhạc: Phan Trần, Vọng cổ: Viễn Châu) - Tâm Đoan & Kim Tử Long
  9. Chuyện Người Đan Áo (Trường Sa)
  10. LK Hữu Duyên Thiên Lý Ngộ (Lê Giang & Lư Nhất Vũ) & Lý Ngựa Ô (Dân ca Nam Bộ) - Tâm Đoan & Cát Tiên

#### Thúy Nga
- TNCD281: Người Mang Tâm Sự (2002)
  1. Cuối Nẻo Đường Tình (Dương Quang Cát & Diên An)
  2. Đổi Thay (Hoa Linh Bảo & Hoàng Liên)
  3. Người Mang Tâm Sự (Như Phy)
  4. Phố Vắng Bóng Quen (Ngọc Sơn)
  5. Tình Dại Khờ (Ngọc Sơn) - Tâm Đoan & Duy Trường
  6. Ru Chưa Hết Nửa Câu Hò (Võ Thiện Thanh, thơ: Sơn Trần)
  7. Nếu Chúng Mình Cách Trở (Tú Nhi) - Tâm Đoan & Mạnh Quỳnh
  8. Hoa Tình Thương (Bảo Thu)
  9. Sao Đổi Ngôi (Huy Phong)
  10. Lỡ Chuyến Đò Ngang
- TNCD329: Đò Chiều - với Phương Diễm Hạnh (2004)
  1. LK Kiếp Nghèo & Xin Thời Gian Qua Mau (Lam Phương) - Tâm Đoan & Phương Diễm Hạnh
  2. Đò Chiều (Trúc Phương) - Tâm Đoan
  3. Hương Tình Cũ (Thanh Sơn) - Phương Diễm Hạnh
  4. Tâm Sự Cho Người (Sang Đông & Ngân Trang) - Tâm Đoan
  5. Giấc Ngủ Cô Đơn (Anh Bằng & Lê Dinh) - Tâm Đoan & Phương Diễm Hạnh
  6. Một Mình Thôi (Anh Việt Thu & Thanh Sơn) - Phương Diễm Hạnh
  7. Tình Yêu Đơn Phương (Hàn Sinh) - Tâm Đoan
  8. Ảo Ảnh (Y Vân) - Tâm Đoan & Phương Diễm Hạnh
  9. Nỗi Buồn Gác Trọ (Mạnh Phát & Hoài Linh) - Phương Diễm Hạnh
  10. Chiếc Bóng Công Viên (Phượng Linh) - Tâm Đoan
- TNCD349: Yêu Vội (2005)
  1. Còn Lạnh Dài Muôn Kiếp (LV: Nguyễn Nhất Huy)
  2. Dù Chỉ Là Phút Giây (LV: Nguyễn Nhất Huy) - Tâm Đoan & Lương Tùng Quang
  3. Yêu Vội (LV: Tâm Đoan)
  4. Buồn Như Thông Xanh (Nguyễn Nhất Huy)
  5. Tình Yêu Như Khói Sương (LV: Nguyễn Ngọc Thiện)
  6. Đường Tình Hai Lối Rẽ (LV: Nguyễn Duy An)
  7. Một Cuộc Tình (LV: Lương Tùng Quang)
  8. Đôi Khi Em Muốn Khóc (LV: Lê Xuân Trường)
  9. Tất Cả Vì Anh
  10. Giấc Mơ Tình Yêu (LV: Nguyễn Ngọc Thiện)
  11. Mối Tình Thiên Thu (LV: Hoài An)
  12. Bonus: Yêu Vội (LV: Tâm Đoan) - Music Video
- TNCD377: Gục Ngã Vì Yêu (2006)
  1. Gục Ngã Vì Yêu (Phạm Minh Hùng)
  2. Đời Con Gái (Anh Việt Thanh)
  3. Yêu Người Phụ Tôi (Hàn Châu)
  4. Ngậm Ngùi Xa Nhau (Trương Quang Tuấn)
  5. Bài Tình Ca Màu Tím (Thái Hùng)
  6. Phố Vắng Em Rồi (Mạnh Phát)
  7. Tân Cổ: Gõ Cửa (Tân nhạc: Mạnh Quỳnh, Vọng cổ: Mạnh Quỳnh) - Tâm Đoan & Mạnh Quỳnh
  8. Sầu Ly Biệt (Phạm Mạnh Cương)
  9. Yêu Thầm (Thái Hùng)
  10. Tìm Dấu Người Yêu (Đỗ Thy Ngọc)
  11. Tình Quê Mùa Hẹn (Võ Đông Điền) - Tâm Đoan & Mạnh Quỳnh
  12. Rồi 30 Năm Qua (Nhật Ngân)
- TNCD411: Tình Khúc Trần Thiện Thanh - Tâm Sự Người Lính Trẻ - với Quang Lê (2007)
  1. Biển Mặn - Quang Lê
  2. Từ Đó Em Buồn - Tâm Đoan
  3. Yêu Người Như Thế Đó - Tâm Đoan
  4. Tạ Từ Trong Đêm - Tâm Đoan
  5. Không Bao Giờ Ngăn Cách - Quang Lê & Tâm Đoan
  6. Chuyện Hẹn Hò - Quang Lê
  7. Tình Thiên Thu - Tâm Đoan
  8. Tâm Sự Người Lính Trẻ - Quang Lê
  9. Anh Về Với Em - Quang Lê & Tâm Đoan
  10. Chuyện Một Người Đi - Tâm Đoan
  11. Tình Có Như Không - Tâm Đoan

#### Tam Doan Entertainment
- Giọng Ca Dĩ Vãng (2008) - Tình Music Productions đại diện phát hành
  1. Giọng Ca Dĩ Vãng (Bảo Thu)
  2. Áng Mây Buồn (Minh Vy)
  3. Lời Cuối Cho Tình Yêu (LV: Nguyễn Vũ) - Tâm Đoan & Tiến Dũng
  4. Hoài Công (Vũ Quốc Việt)
  5. Gặp Nhau Làm Ngơ (Trần Thiện Thanh)
  6. Người Yêu Cô Đơn (Đài Phương Trang)
  7. Mẹ Yêu (LV: Phương Uyên)
  8. Mưa Bụi (Hữu Minh)
  9. Chỉ Là Giấc Mơ Qua (LV: Nam Lộc) - Tâm Đoan & Hạ Vy
  10. Goodbye My Love
- Sầu Lẻ Bóng (2009) - Asia Entertainment đại diện phát hành
  1. Sầu Lẻ Bóng (Anh Bằng)
  2. Căn Nhà Ngoại Ô (Anh Bằng)
  3. Những Ngày Xưa Thân Ái (Phạm Thế Mỹ)
  4. Xin Gọi Nhau Là Cố Nhân (Song Ngọc)
  5. Bến Giang Đầu (Lê Trọng Nguyễn)
  6. Người Ngoài Phố (Anh Việt Thu)
  7. Giọt Lệ Sầu (Lam Phương)
  8. Trăng Tàn Trên Hè Phố (Phạm Thế Mỹ)
  9. Phố Đêm (Tâm Anh)
  10. Đôi Mắt Người Xưa (Ngân Giang)
- Tình Chúa Cao Vời (2012) - Asia Entertainment đại diện phát hành
  1. TÌnh Chúa Cao Vời (Lm. Duy Thiên)
  2. Xin Vâng (Mi Trâm)
  3. Con Chỉ Là Tạo Vật (Phanxico)
  4. Lắng Nghe Tiếng Chúa (Nguyễn Duy)
  5. Bỏ Ngài Con Biết Theo Ai (P. Kim)
  6. Trong Trái Tim Chúa (Lm. Nguyễn Sang)
  7. Lời Mẹ Nhắn Nhủ (Huyền Linh)
  8. Dâng Mẹ (Lm. Hoài Đức)
  9. Làm Sao Dám Mơ (Thành Tâm)
  10. Lên Đền Thánh (Thành Tâm) - Tiến Dũng

#### Tình Music Productions
- Tình Platinum CD36: Sớm Chồng & Mây Chiều
  1. Sớm Chồng (Vũ Quốc Việt)
  2. Biệt Ly
  3. LK Giận Hờn & Đêm Cuối (Ngọc Sơn) - Tâm Đoan & Duy Trường
  4. Giọt Buồn Không Tên (Tô Giang)
  5. Tình Đắng Lý Khổ Qua (Trương Quang Tuấn)
  6. Chuyện Tình Cô Lái Đò Bến Hạ (Hoàng Thi Thơ)
  7. Ru Lại Câu Hò (Vũ Quốc Việt)
  8. Nếu Anh Đừng Hẹn (Lê Dinh) - Tâm Đoan & Duy Linh
  9. Mây Chiều (Nguyễn Nhất Huy)
  10. Yêu Lầm
  11. Bonus Karaoke: Sớm Chồng (Vũ Quốc Việt)
  12. Bonus Karaoke: Tình Đắng Lý Khổ Qua (Trương Quang Tuấn)
- Tình Platinum CD42: Liên Lhúc Buồn Như Phượng - với Duy Trường, Tường Nguyên
  1. LK Buồn Như Phượng - Tâm Đoan, Duy Trường, Tường Nguyên
  2. Tình Cha (Ngọc Sơn) - Duy Trường
  3. Chỉ Có Bạn Bè Thôi (Lâm Hoàng) - Tâm Đoan & Duy Trường
  4. Khi Không (Cô Phượng) - Tâm Đoan
  5. Mai Lỡ Hai Mình Xa Nhau (Lưu Trần Lê) - Tâm Đoan & Duy Trường
  6. Phản Bội - Tâm Đoan
  7. Cây Cầu Dừa (Hàn Châu) - Tâm Đoan & Duy Trường
  8. Giận Hờn 2 (Ngọc Sơn) - Duy Trường
  9. Bạn Tôi (Võ Thiện Thanh) - Duy Trường & Tường Nguyên
  10. Nỗi Buồn Chim Sáo (Đinh Trầm Ca & Huỳnh Ngọc Đông) - Duy Trường
  11. Bonus Karaoke: Tình Cha (Ngọc Sơn)
  12. Bonus Karaoke: Giận Hờn (Ngọc Sơn)
- Tình Collection 07: The Best of Tâm Đoan - Mai Lỡ Hai Mình Xa Nhau (2009)
  - CD1
    1. LK Dân Ca - Tâm Đoan, Hạ Vy, Minh Tuyết
    2. Mây Chiều (Nguyễn Nhất Huy)
    3. LK Giận Hờn & Đêm Cuối (Ngọc Sơn) - Tâm Đoan & Duy Trường
    4. Tình Đắng Lý Khổ Qua (Trương Quang Tuấn)
    5. LK Buồn Như Phượng - Tâm Đoan, Duy Trường, Tường Nguyên
    6. Sớm Chồng (Vũ Quốc Việt)
    7. Mai Lỡ Hai Mình Xa Nhau (Lưu Trần Lê) - Tâm Đoan & Duy Trường
    8. Ru Lại Câu Hò (Vũ Quốc Việt)
    9. Cây Cầu Dừa (Hàn Châu) - Tâm Đoan & Duy Trường
    10. Trang Nhật Ký (Hoàng Trọng)
    11. Bonus Karaoke: LK Buồn Như Phượng
    12. Bonus Karaoke: Mai Lỡ Hai Mình Xa Nhau (Lưu Trần Lê)

  - CD2
    1. Chỉ Có Bạn Bè Thôi (Lâm Hoàng) - Tâm Đoan & Duy Trường
    2. Khi Không (Cô Phượng)
    3. Chuyện Tình Cô Lái Đò Bến Hạ (Hoàng Thi Thơ)
    4. Giọt Buồn Không Tên (Tô Giang)
    5. Phản Bội
    6. Nếu Anh Đừng Hẹn (Lê Dinh) - Tâm Đoan & Duy Linh
    7. Biệt Ly (LV: Minh Khang)
    8. Yêu Lầm
    9. Có Lẽ (Lê Kim Khánh)
    10. Ngày Em Ra Đi
    11. Bonus Karaoke: Chỉ Có Bạn Bè Thôi (Lâm Hoàng)
    12. Bonus Karaoke: Giọt Buồn Không Tên (Tô Giang)

#### Asia Entertainment
- AsiaCD293: Tuyết Lạnh - với Đặng Thế Luân (2010)
  1. Sầu Tím Thiệp Hồng (Hoài Linh) - Tâm Đoan & Đặng Thế Luân
  2. Loài Hoa Không Vỡ (Phạm Mạnh Cương) - Tâm Đoan
  3. Nếu Ta Đừng Quen Nhau (Huỳnh Anh) - Tâm Đoan & Đặng Thế Luân
  4. Tám Điệp Khúc (Anh Việt Thu) - Đặng Thế Luân
  5. Đôi Ngã Chia Ly (Khánh Băng) - Tâm Đoan & Đặng Thế Luân
  6. Những Đóm Mắt Hỏa Châu (Hàn Châu) - Tâm Đoan
  7. Về Dưới Mái Nhà (Xuân Tiên) - Tâm Đoan & Đặng Thế Luân
  8. Lối Về Đất Mẹ (Duy Khánh) - Đặng Thế Luân
  9. Tuyết Lạnh (Lê Dinh & Phương Trà) - Tâm Đoan & Đặng Thế Luân
  10. Phượng Vỹ (Vũ Thanh) - Tâm Đoan

### DVD
- Vân Sơn Karaoke 23: The Best of Tâm Đoan (Vân Sơn, 2005)
  1. Tấm Ảnh Không Hồn (Lê Dinh) Vân Sơn 7
  2. Vì Trong Nghịch Cảnh (Hoài Nam) - Tâm Đoan & Mạnh Quỳnh Vân Sơn 17
  3. Chuyến Tàu Hoàng Hôn (Minh Kỳ & Hoài Linh) Vân Sơn 8
  4. Lối Thu Xưa (Quốc Dũng) Vân Sơn 17
  5. Em Còn Bé Lắm Anh Ơi (Quốc Anh) Vân Sơn 10
  6. Người Đã Quên (Hàn Châu) Vân Sơn 9
  7. Đêm Giao Thừa Nghe Một Khúc Dân Ca (Võ Đông Điền) Vân Sơn 18
  8. Ánh Trăng Lẻ Loi (LV: Kỳ Anh) Vân Sơn 16
  9. Khúc Nhạc Dưới Trăng (Dương Thiệu Tước)
  10. Đếm Giọt Sầu Rơi (Vinh Sử & Y Vũ) Vân Sơn 12
  11. Anh Có Nghe Mưa Rơi (Huỳnh Nhật Tân) Vân Sơn 13
  12. Mùa Thu Có Nhớ (Huỳnh Nhật Tân) Vân Sơn 11
  13. Tiếng Còi Trong Sương Đêm (Lê Trực) Vân Sơn 15
  14. Đàn Và Dây (Vũ Đức Sao Biển) Vân Sơn 14
  15. Nhớ Nhau Trong Đời (Hoàng Hoa & Thảo Trang) Vân Sơn 19
  16. Chuyện Vườn Sầu Riêng (Vinh Sử) Vân Sơn 20
  17. Chôn Vùi Tâm Sự (Giao Tiên) - Tâm Đoan & Trường Vũ Vân Sơn 19
  18. Nói Dối (LV: Huỳnh Nhật Tân) Vân Sơn 23
  19. Gõ Cửa (Mạnh Quỳnh) Vân Sơn 24
  20. Gió Sang Mùa (Xuân Diễm & Bùi Tuấn Anh) Vân Sơn 25
- The Best of Tâm Đoan from Paris By Night - Mùa Đông Hoa Trắng (Thúy Nga, 2009)
  1. Mười Thương (Phạm Đình Chương) PBN 90
  2. Rồi 30 Năm Qua (Nhật Ngân) PBN 77
  3. Mùa Đông Hoa Trắng (Nguyễn Nhất Huy) PBN 72
  4. Thầm Ước (Nguyễn Hiền) PBN 74
  5. Đám Cưới Đầu Xuân (Trần Thiện Thanh) - Tâm Đoan & Thế Sơn PBN 85
  6. Hành Trình Trên Đất Phù Sa (Thanh Sơn) - Tâm Đoan & Hương Thủy PBN 73
  7. Đàn Không Tiếng Hát (Châu Kỳ) PBN 78
  8. Biết Nói Gì Đây (Huỳnh Anh) - Tâm Đoan & Thế Sơn PBN 74
  9. Nếu Biết Trước (Lương Bằng Vinh) PBN 75
  10. Tâm Sự Ngày Xuân (Hoài An) PBN 80
  11. Tự Tình Quê Hương (Nhật Ngân & Trịnh Việt Cường) PBN 91
  12. Xuân Về (LV: Nguyễn Ngọc Thiện) PBN 76
  13. Cho Vừa Lòng Em (Phan Trần) PBN 87
  14. Đêm Ngậm Ngùi (Lương Bằng Vinh) - Tâm Đoan & Như Quỳnh PBN 79
  15. Xin Dìu Nhau Đến Tình Yêu (Đỗ Kim Bảng) PBN 67
  16. Một Lần Xa Bến (Trường Sa) PBN 70
  17. Ngày Đá Đơm Bông (Nhật Ngân) PBN 66
  18. Thoáng Giấc Mơ Qua (Nguyễn Vũ) - Tâm Đoan & Thế Sơn PBN 69
  19. Người Mang Tâm Sự (Như Phy) PBN 63
- The Best of Tâm Đoan - Mai Lỡ Hai Mình Xa Nhau (Tình Music Productions, 2010)
  1. Sớm Chồng (Vũ Quốc Việt) Quê Hương Tình Yêu Và Tuổi Trẻ 11
  2. Biệt Ly
  3. LK Giận Hờn & Đêm Cuối (Ngọc Sơn) - Tâm Đoan & Duy Trường Quê Hương Tình Yêu Và Tuổi Trẻ 10
  4. Giọt Buồn Không Tên (Tô Giang)
  5. Tình Đắng Lý Khổ Qua (Trương Quang Tuấn)
  6. Chuyện Tình Cô Lái Đò Bến Hạ (Hoàng Thi Thơ)
  7. Ru Lại Câu Hò (Vũ Quốc Việt)
  8. Nếu Anh Đừng Hẹn (Lê Dinh) - Tâm Đoan & Duy Linh
  9. Mây Chiều (Nguyễn Nhất Huy) Quê Hương Tình Yêu Và Tuổi Trẻ 10
  10. Yêu Lầm
  11. LK Buồn Như Phượng - Tâm Đoan, Duy Trường, Tường Nguyên
  12. Tình Cha (Ngọc Sơn) - Duy Trường
  13. Chỉ Có Bạn Bè Thôi (Lâm Hoàng) - Tâm Đoan & Duy Trường
  14. Khi Không (Cô Phượng)
  15. Mai Lỡ Hai Mình Xa Nhau (Lưu Trần Lê) - Tâm Đoan & Duy Trường
  16. Phản Bội - Tâm Đoan
  17. Cây Cầu Dừa (Hàn Châu) - Tâm Đoan & Duy Trường
  18. Giận Hờn 2 (Ngọc Sơn) - Duy Trường
  19. Bạn Tôi (Võ Thiện Thanh) - Duy Trường & Tường Nguyên
  20. Nỗi Buồn Chim Sáo (Huỳnh Ngọc Đông & Đinh Trầm Ca) - Duy Trường
- The Best of Tâm Đoan - Huế Ơi (Asia Entertainment, 2012)
  1. Huế Ơi (Nhật Ngân) - Tâm Đoan & Tường Khuê ASIA 69
  2. Trường Cũ Tình Xưa (Duy Khánh) - Tâm Đoan & Đặng Thế Luân ASIA 68
  3. Em Đi Chùa Hương (Trung Đức, thơ: Nguyễn Nhược Pháp) ASIA 67
  4. Loài Hoa Không Vỡ (Phạm Mạnh Cương) ASIA 66
  5. Ai Nói Với Em (Minh Kỳ & Dạ Cầm) - Tâm Đoan & Ngọc Minh ASIA 65
  6. Mùa Hoa Anh Đào (Thanh Sơn) ASIA 64
  7. Nhà Anh Nhà Em (Anh Sơn, thơ: Hà Liên Tử) - Tâm Đoan & Tường Khuê ASIA 63
  8. Ai Lên Xứ Hoa Đào (Hoàng Nguyên)
  9. Về Thăm Chốn Xưa (Anh Bằng)
  10. Phượng Vỹ (Vũ Thanh)
  11. Hai Mùa Noel (Nguyễn Vũ)
  12. Lời Con Xin Chúa (Lê Kim Khánh)

## Các tiết mục biểu diễn trên sân khấu

### Trung tâm Vân Sơn
| STT | Ca khúc                                           | Thể hiện với                                                          | Chương trình | Năm  |
| --- | ------------------------------------------------- | --------------------------------------------------------------------- | ------------ | ---- |
| 1   | Tấm Ảnh Không Hồn (Lê Dinh)                       | solo                                                                  | Vân Sơn 7    | 1998 |
| 2   | Chuyến Tàu Hoàng Hôn (Minh Kỳ, Hoài Linh)         | solo                                                                  | Vân Sơn 8    | 1998 |
| 3   | Người Đã Quên (Hàn Châu)                          | solo                                                                  | Vân Sơn 9    | 1998 |
| 4   | Em Còn Bé Lắm Anh Ơi (Quốc Anh)                   | solo                                                                  | Vân Sơn 10   | 1998 |
| 5   | Mùa Thu Có Nhớ (Huỳnh Nhật Tân)                   | solo                                                                  | Vân Sơn 11   | 1999 |
| 6   | Đếm Giọt Sầu Rơi (Vinh Sử, Y Vũ)                  | solo                                                                  | Vân Sơn 12   | 1999 |
| 7   | Anh Có Nghe Mưa Rơi (Huỳnh Nhật Tân)              | solo                                                                  | Vân Sơn 13   | 1999 |
| 8   | Đàn Và Dây (Vũ Đức Sao Biển)                      | solo                                                                  | Vân Sơn 14   | 1999 |
| 9   | Tiếng Còi Trong Sương Đêm (Lê Trực)               | solo                                                                  | Vân Sơn 15   | 2000 |
| 10  | Ánh Trăng Lẻ Loi (Lời Việt: Kỳ Anh)               | solo                                                                  | Vân Sơn 16   | 2000 |
| 11  | Lối Thu Xưa (Quốc Dũng)                           | solo                                                                  | Vân Sơn 17   | 2000 |
| 12  | Vì Trong Nghịch Cảnh (Hoài Nam)                   | Mạnh Quỳnh                                                            | Vân Sơn 17   | 2000 |
| 13  | Đêm Giao Thừa Nghe Một Khúc Dân Ca (Võ Đông Điền) | solo                                                                  | Vân Sơn 18   | 2000 |
| 14  | Ngày Buồn (Lam Phương)                            | Trường Vũ                                                             | Vân Sơn 18   | 2000 |
| 15  | Nhớ Nhau Trong Đời (Hoàng Hoa, Thảo Trang)        | solo                                                                  | Vân Sơn 19   | 2001 |
| 16  | Chôn Vùi Tâm Sự (Giao Tiên)                       | Trường Vũ                                                             | Vân Sơn 19   | 2001 |
| 17  | Chuyện Vườn Sầu Riêng (Vinh Sử)                   | solo                                                                  | Vân Sơn 20   | 2001 |
| 18  | Vì Dấu Yêu Xưa                                    | Lương Tùng Quang                                                      | Vân Sơn 20   | 2001 |
| 19  | Nói Dối (Lời Việt: Huỳnh Nhật Tân)                | solo                                                                  | Vân Sơn 23   | 2002 |
| 20  | Gõ Cửa (Mạnh Quỳnh)                               | solo                                                                  | Vân Sơn 24   | 2003 |
| 21  | Gió Sang Mùa                                      | solo                                                                  | Vân Sơn 25   | 2003 |
| 22  | Chim Sáo Xa Rồi (Trương Quang Lộc)                | solo                                                                  | Vân Sơn 26   | 2004 |
| 23  | Vũ Hội Tình Yêu (Lời Việt: Tâm Đoan)              | solo                                                                  | Vân Sơn 27   | 2004 |
| 24  | LK Một Chiều Mưa                                  | Trường Vũ, Nhã Thanh                                                  | Vân Sơn 27   | 2004 |
| 25  | LK Những Chuyện Tình Bất Tử                       | solo                                                                  | Vân Sơn 40   | 2008 |
| 26  | Quê Hương Ba Miền (Thanh Sơn)                     | Việt Thảo, Vân Sơn, Trường Vũ, Diễm Liên, Hạ Vy, Cát Tiên, Linda Chou | Vân Sơn 41   | 2008 |
| 27  | Tân Cổ: Cho Vừa Lòng Em                           | Kim Tử Long                                                           | Vân Sơn 41   | 2008 |
| 28  | Ai Nhớ Chăng Ai (Hoàng Thi Thơ)                   | solo                                                                  | Vân Sơn 41   | 2008 |
| 29  | Định Mệnh (Song Ngọc)                             | solo                                                                  | Vân Sơn 42   | 2009 |
| 30  | LK Lý Ngựa Ô                                      | Cát Tiên                                                              | Vân Sơn 42   | 2009 |
| 31  | Những Giai Điệu Không Quên (Quốc Dũng)            | solo                                                                  | Vân Sơn 43   | 2009 |
| 32  | Lý Cái Mơn (Lê Giang)                             | solo                                                                  | Vân Sơn 44   | 2010 |

### Trung tâm Tình
| STT | Tên tiết mục                        | Thể hiện với | Chương trình                      | Năm  |
| --- | ----------------------------------- | --- | --------------------------------- | ---- |
| 1   | Mây Chiều (Nguyễn Nhất Huy)         | solo | Quê Hương Tình Yêu Và Tuổi Trẻ 10 | 2002 |
| 2   | LK Giận Hờn Đêm Cuối                | Quốc Dũng | Quê Hương Tình Yêu Và Tuổi Trẻ 10 | 2002 |
| 3   | LK Tophits                          | Minh Tuyết, Hạ Vy, Diễm Liên, Thanh Trúc, Rebecca Quỳnh Giao, Vina Uyển My, La Sương Sương, Huy Vũ, Tiến Dũng, Minh Chánh, Nhật Trung, Johnny Dũng | Quê Hương Tình Yêu Và Tuổi Trẻ 11 | 2003 |
| 4   | LK Dân Ca                           | Hạ Vy, Minh Tuyết | Quê Hương Tình Yêu Và Tuổi Trẻ 11 | 2003 |
| 5   | Sớm Chồng                           | solo | Quê Hương Tình Yêu Và Tuổi Trẻ 11 | 2003 |
| 6   | Xin Gọi Nhau Là Cố Nhân (Song Ngọc) | solo | Quê Hương Tình Yêu Và Tuổi Trẻ 18 | 2011 |

### Trung tâm Thúy Nga

#### Sân khấu Paris By Night
| STT | Ca khúc                                                                                                | Thể hiện với | Chương trình       | Năm  |
| --- | --- | --- | ------------------ | ---- |
| 1   | Người Mang Tâm Sự (Như Phy)                                                                            | solo | Paris By Night 63  | 2002 |
| 2   | LK Tàu Đêm Năm Cũ, Chiều Cuối Tuần, Nửa Đêm Ngoài Phố (Trúc Phương)                                    | Phương Diễm Hạnh | Paris By Night 65  | 2002 |
| 3   | Ngày Đá Đơm Bông (Nhật Ngân, Loan Thảo)                                                                | solo | Paris By Night 66  | 2002 |
| 4   | Xin Dìu Nhau Đến Tình Yêu (Đỗ Kim Bảng)                                                                | solo | Paris By Night 67  | 2002 |
| 5   | Thoáng Giấc Mơ Qua (Nguyễn Vũ)                                                                         | Thế Sơn | Paris By Night 69  | 2003 |
| 6   | Một Lần Xa Bến (Trường Sa)                                                                             | solo | Paris By Night 70  | 2003 |
| 7   | LK Kiếp Nghèo, Xin Thời Gian Qua Mau (Lam Phương)                                                      | Phương Diễm Hạnh | Paris By Night 71  | 2003 |
| 8   | Tìm Về Phố Xưa (Nhật Trung)                                                                            | Như Loan, Bảo Hân, Loan Châu, Trúc Lam, Trúc Linh, Tú Quyên, Phi Nhung, Lynda Trang Đài, Minh Tuyết | Paris By Night 71  | 2003 |
| 9   | Mùa Đông Hoa Trắng (Nguyễn Nhất Huy)                                                                   | solo | Paris By Night 72  | 2004 |
| 10  | Hành Trình Trên Đất Phù Sa (Thanh Sơn)                                                                 | Hương Thủy | Paris By Night 73  | 2004 |
| 11  | Biết Nói Gì Đây (Huỳnh Anh)                                                                            | Thế Sơn | Paris By Night 74  | 2004 |
| 12  | Thầm Ước (Nguyễn Hiền)                                                                                 | solo | Paris By Night 74  | 2004 |
| 13  | Nếu Biết Trước (Lương Bằng Vinh)                                                                       | solo | Paris By Night 75  | 2004 |
| 14  | LK Ghé Bến Sài Gòn (Văn Phụng), Sài Gòn (Y Vân)                                                        | Như Loan, Bảo Hân, Hồ Lệ Thu, Hương Thủy, Như Quỳnh, Minh Tuyết, Loan Châu | Paris By Night 75  | 2004 |
| 15  | Xuân Về (Lời Việt: Nguyễn Ngọc Thiện)                                                                  | solo | Paris By Night 76  | 2005 |
| 16  | Rồi 30 Năm Qua (Nhật Ngân)                                                                             | solo | Paris By Night 77  | 2005 |
| 17  | Lời Cảm Ơn (Ngô Thụy Miên, Hạ Đỏ Bích Phương)                                                          | Khánh Ly, Lệ Thu, Hoàng Oanh, Tuấn Ngọc, Khánh Hà, Như Quỳnh, Minh Tuyết, Bằng Kiều, Thu Phương, Lưu Bích, Nguyễn Hưng, Thủy Tiên, Bảo Hân, Lương Tùng Quang, Thế Sơn, Trần Thái Hòa, Quang Lê, Như Loan, Loan Châu, Hồ Lệ Thu, Vân Quỳnh, Dương Triệu Vũ | Paris By Night 77  | 2005 |
| 18  | Đàn Không Tiếng Hát (Châu Kỳ)                                                                          | solo | Paris By Night 78  | 2005 |
| 19  | Đêm Ngậm Ngùi (Lương Bằng Vinh)                                                                        | Như Quỳnh | Paris By Night 79  | 2005 |
| 20  | Khiêu Vũ Bên Nhau (Lời Việt: Vũ Xuân Hùng)                                                             | Lương Tùng Quang, Tommy Ngô, Dương Triệu Vũ, Minh Tuyết, Bảo Hân, Tú Quyên, Hồ Lệ Thu, Lynda Trang Đài | Paris By Night 79  | 2005 |
| 21  | Xuân Quê Ta (Nhật Trung)                                                                               | Như Quỳnh, Thế Sơn, Lương Tùng Quang | Paris By Night 80  | 2006 |
| 22  | Tâm Sự Ngày Xuân (Hoài An)                                                                             | solo | Paris By Night 80  | 2006 |
| 23  | LK Xuân Vui Ca (Nguyễn Hiền), Chúc Mừng Xuân (Thanh Sơn)                                               | Bảo Hân, La Sương Sương, Minh Tuyết, Hồ Lệ Thu, Như Loan, Ngọc Liên, Tú Quyên | Paris By Night 80  | 2006 |
| 24  | Gục Ngã Vì Yêu (Phạm Minh Hùng) (MTV)                                                                  | solo | Paris By Night 84  | 2006 |
| 25  | Đám Cưới Đầu Xuân (Trần Thiện Thanh)                                                                   | Thế Sơn | Paris By Night 85  | 2007 |
| 26  | LK Chiều Xuân, Thì Thầm Mùa Xuân (Ngọc Châu)                                                           | Loan Châu, Hương Thủy, Như Loan, Minh Tuyết, Hồ Lệ Thu, Tú Quyên, Hà Phương, Thanh Trúc, Bảo Hân | Paris By Night 85  | 2007 |
| 27  | Xuân Trong Rừng Thẳm (Trần Anh Mai)                                                                    | Thế Sơn, Trần Thái Hòa, Tiến Dũng, Hương Thủy, Ngọc Liên | Paris By Night 85  | 2007 |
| 28  | Chồng Xa (Võ Thiện Thanh)                                                                              | Văn Phi Thông, Ngọc Loan | Paris By Night 87  | 2007 |
| 29  | Cho Vừa Lòng Em (Nhật Ngân, Mặc Thế Nhân)                                                              | solo | Paris By Night 87  | 2007 |
| 30  | Đoàn Người Lữ Thứ (Lam Phương)                                                                         | Thế Sơn, Trần Thái Hòa, Lương Tùng Quang, Dương Triệu Vũ, Trịnh Lam, Huy Tâm, Hương Thủy, Ngọc Liên, Quỳnh Vi, Hương Giang, Ngọc Loan | Paris By Night 88  | 2007 |
| 31  | Ngày Hạnh Phúc (Lam Phương)                                                                            | Ngọc Liên, Minh Tuyết, Hương Thủy | Paris By Night 88  | 2007 |
| 32  | Chuyến Đò Vỹ Tuyến (Lam Phương)                                                                        | solo | Paris By Night 88  | 2007 |
| 33  | LK Gió Bấc (Võ Thiện Thanh), Lý Con Sáo Bạc Liêu (Phan Ni Tấn)                                         | Hương Lan | Paris By Night 89  | 2007 |
| 34  | Cô Gái Việt (Hùng Lân)                                                                                 | Như Loan, Bảo Hân, Minh Tuyết, Ngọc Liên, Tú Quyên, Hương Giang, Quỳnh Vi, Hương Thủy, Hồ Lệ Thu, Loan Châu, Thanh Trúc | Paris By Night 90  | 2007 |
| 35  | Mười Thương (Phạm Đình Chương)                                                                         | solo | Paris By Night 90  | 2007 |
| 36  | Bà Mẹ Quê (Phạm Duy)                                                                                   | Hương Thủy, Thanh Trúc | Paris By Night 90  | 2007 |
| 37  | Tự Tình Quê Hương (Nhật Ngân, Trịnh Việt Cường)                                                        | solo | Paris By Night 91  | 2008 |
| 38  | Hình Bóng Trong Tim (Tùng Châu, Thái Thịnh)                                                            | solo | Paris By Night 112 | 2014 |
| 39  | Quê Hương Và Mẹ Hiền (Văn Đắc Nguyên)                                                                  | solo | Paris By Night 113 | 2015 |
| 40  | LK Chiều Lên Bản Thượng (Lê Dinh), Khúc Ca Đồng Tháp (Thu Hồ, Trọng Dang), Chiều Làng Em (Trúc Phương) | Hương Thủy | Paris By Night 114 | 2015 |
| 41  | Ngày Mai Trời Lại Sáng (Võ Hoài Phúc)                                                                  | Như Quỳnh | Paris By Night 115 | 2015 |
| 42  | Em Đi Trên Cỏ Non (Bắc Sơn)                                                                            | Hương Lan, Như Quỳnh, Hạ Vy, Mai Thiên Vân | Paris By Night 115 | 2015 |
| 43  | Nét Đẹp Á Đông (Dương Khắc Linh, Hoàng Huy Long)                                                       | Thanh Hà, Hạ Vy, Như Quỳnh, Minh Tuyết, Hương Thủy, Quỳnh Vi, Hương Giang, Mai Thiên Vân, Lam Anh, Diễm Sương, Ánh Minh | Paris By Night 115 | 2015 |
| 44  | Tình Yêu Trả Lại Trăng Sao (Lê Dinh) (MTV)                                                             | solo | Paris By Night 116 | 2015 |
| 45  | LK Màu Hoa Bí (Võ Đông Điền), Tuổi Học Trò (Minh Kỳ, Dạ Cầm)                                           | Jenny Đan Anh, Victoria Thuý Vi, Lena Phương Vy | Paris By Night 117 | 2016 |
| 46  | Chuyện Tình Ngưu Lang Chức Nữ (Mạc Phong Linh)                                                         | solo | Paris By Night 119 | 2016 |
| 47  | Đưa Em Xuống Thuyền (Hoàng Thi Thơ)                                                                    | Phi Nhung, Hạ Vy, Hương Thủy, Minh Tuyết, Nguyễn Hồng Nhung, Mai Thiên Vân, Hoàng Nhung, Châu Ngọc Hà | Paris By Night 119 | 2016 |
| 48  | Mưa Nửa Đêm (Trúc Phương)                                                                              | solo | Paris By Night 120 | 2016 |
| 49  | Nắng Lên Xóm Nghèo (Phạm Thế Mỹ)                                                                       | Hương Thủy | Paris By Night 121 | 2017 |
| 50  | Xa Vắng (Y Vân)                                                                                        | solo | Paris By Night 122 | 2017 |
| 51  | Yêu Tiếng Hát Ngày Xưa (Thanh Sơn)                                                                     | Hạ Vy | Paris By Night 123 | 2017 |
| 52  | Ai Cho Tôi Tình Yêu (Trúc Phương)                                                                      | Hoàng Oanh, Như Quỳnh, Phi Nhung, Mai Thiên Vân | Paris By Night 123 | 2017 |
| 53  | Mùa Xuân Bên Nhau (Thanh Sơn)                                                                          | solo | Paris By Night 124 | 2018 |
| 54  | Ninh Kiều Là Em (Tiến Luân)                                                                            | Hạ Vy, Hương Thủy | Paris By Night 128 | 2019 |
| 55  | Vào Hạ (Lê Hựu Hà)                                                                                     | Hương Thủy, Kỳ Phương Uyên, Hoàng Nhung, Hà Thanh Xuân, Loan Châu, Như Ý, Hạ Vy, Lam Anh, Trúc Lam, Trúc Linh, Như Loan, Diễm Sương, Băng Tâm, Mai Thiên Vân, Nguyễn Hồng Nhung, Phi Nhung, Quỳnh Vi, Ngọc Anh, Minh Tuyết | Paris By Night 128 | 2019 |
| 56  | Anh Ơi, Xuân Đã Đến Rồi (Đài Phương Trang)                                                             | solo | Paris By Night 132 | 2022 |
| 57  | Yêu Và Mơ (Văn Phụng)                                                                                  | Châu Ngọc Hà, Lam Anh, Quỳnh Vi, Hoàng Nhung, Băng Tâm, Hương Thủy, Phương Yến Linh, Như Ý, Ngọc Anh, Hoàng Mỹ An, Diễm Sương | Paris By Night 132 | 2022 |
| 58  | Hàn Mặc Tử (Trần Thiện Thanh)                                                                          | Hoàng Oanh | Paris By Night 133 | 2022 |
| 59  | Anh Ngủ Thêm Đi (Hamlet Trương, Nồng Nàn Phố)                                                          | solo | Paris By Night 134 | 2023 |
| 60  | Hơn Một Lời Cảm Ơn (Ngô Minh Tài)                                                                      | Ngọc Anh, Ý Lan, Tuấn Ngọc, Khánh Hà, Bằng Kiều, Minh Tuyết, Trần Thái Hòa, Lam Anh, Đình Bảo, Kỳ Phương Uyên, Nguyễn Hồng Nhung, Ngọc Hạ, Tuấn Phước, Thiên Tôn, Hương Lan, Hoàng Oanh, Thanh Tuyền, Phương Hồng Quế, Thanh Hà, Quang Dũng, Trường Vũ, Như Quỳnh, Quang Lê, Thái Châu, Họa Mi, Nguyễn Hưng, Hương Thủy, Băng Tâm, Hoàng Nhung, Hà Thanh Xuân, Trịnh Lam, Phương Yến Linh, Ngọc Ngữ, Châu Ngọc Hà, Mạnh Quỳnh, Phương Loan, Đan Nguyên, Lương Tùng Quang, Như Loan, Hoàng Mỹ An, Như Ý, Lâm Thúy Vân, Myra Trần, Don Hồ | Paris By Night 134 | 2023 |
| 61  | Một Phút Suy Tư (Vân Tùng)                                                                             | solo | Paris By Night 136 | 2024 |
| 62  | Chiều Mưa Phi Trường (Nhật Ngân, Tùng Châu)                                                            | solo | Paris By Night 137 | 2024 |
| 63  | Ráng Chiều (Thái Uy)                                                                                   | Hương Thủy | Paris By Night 138 | 2025 |

#### Chương trình khác
| STT | Ca khúc                                | Thể hiện với | Chương trình                                   | Năm  |
| --- | -------------------------------------- | ------------ | ---------------------------------------------- | ---- |
| 1   | Giáng Sinh Trong Mái Nghèo (Thanh Lâm) | solo         | Paris By Night Gloria 2                        | 2014 |
| 2   | Khi Xưa Ta Bé (LV: Phạm Duy)           | Kate Phan    | VSTAR Kids Season 1 - Đêm Trao Giải            | 2015 |
| 3   | Con Chỉ Là Tạo Vật (Phanxicô)          | solo         | Lễ Giỗ lần thứ 70 Cha Phanxicô Trương Bửu Diệp | 2016 |
| 4   | Duyên Phận (Thái Thịnh)                | Như Quỳnh    | Paris By Night Divas Concert                   | 2017 |
| 5   | Phố Vắng Em Rồi (Mạnh Phát)            | solo         | Paris By Night Divas Concert                   | 2017 |
| 6   | Nửa Đêm Khấn Hứa (Tuấn Hải)            | solo         | Paris By Night Gloria 3                        | 2017 |
| 7   | Trường Cũ Tình Xưa (Duy Khánh)         | solo         | VSTAR Kids Season 2 - Đêm Trao Giải            | 2018 |
| 8   | Cõi Nhớ (Sông Trà)                     | solo         | Bolero & Em                                    | 2024 |
| 9   | Một Lần Dang Dở (Nhật Ngân)            | solo         | Bolero & Em                                    | 2024 |

#### Chương trình Thúy Nga Music Box
| STT | Ca khúc                                                          | Thể hiện với                | Chương trình           | Năm  |
| --- | ---------------------------------------------------------------- | --------------------------- | ---------------------- | ---- |
| 1   | Mùa Đông Thương Nhớ (Hùng Linh)                                  | Như Quỳnh                   | Thúy Nga Music Box #25 | 2020 |
| 2   | Xin Tình Yêu Ở Lại (Lời Hoa, LV: Thái Thịnh)                     | Solo                        | Thúy Nga Music Box #25 | 2020 |
| 3   | LK Người Mang Tâm Sự (Như Phy) & Gục Ngã Vì Yêu (Phạm Minh Hùng) | Solo                        | Thúy Nga Music Box #25 | 2020 |
| 4   | Kỷ Niệm Nào Buồn (Hoài An)                                       | Solo                        | Thúy Nga Music Box #25 | 2020 |
| 5   | Buồn Làm Chi Em Ơi (Nguyễn Minh Cường)                           | Như Quỳnh                   | Thúy Nga Music Box #25 | 2020 |
| 6   | Lối Về Xóm Nhỏ (Trịnh Hưng)                                      | Lynda Trang Đài, Hương Thủy | Thúy Nga Music Box #39 | 2021 |
| 7   | Trả Lại Thời Gian (Thanh Sơn)                                    | Solo                        | Thúy Nga Music Box #39 | 2021 |
| 8   | Hành Trình Trên Đất Phù Sa (Thanh Sơn)                           | Hương Thủy                  | Thúy Nga Music Box #39 | 2021 |
| 9   | Hãy Quên Nhau (Phương Kim)                                       | Solo                        | Thúy Nga Music Box #39 | 2021 |
| 10  | Trống Cơm (dân ca)                                               | Lynda Trang Đài, Hương Thủy | Thúy Nga Music Box #39 | 2021 |
| 11  | 60 Năm Cuộc Đời (Y Vân)                                          | Lynda Trang Đài, Hương Thủy | Thúy Nga Music Box #39 | 2021 |

### Trung tâm Asia
| STT | Ca khúc                                         | Thể hiện với                                  | Chương trình | Năm  |
| --- | ----------------------------------------------- | --------------------------------------------- | ------------ | ---- |
| 1   | Nhà Anh Nhà Em (Anh Sơn)                        | Tường Khuê                                    | ASIA 63      | 2009 |
| 2   | Mùa Hoa Anh Đào (Thanh Sơn)                     | solo                                          | ASIA 64      | 2009 |
| 3   | Ai Nói Với Em (Minh Kỳ, Dạ Cầm)                 | Ngọc Minh                                     | ASIA 65      | 2010 |
| 4   | Loài Hoa Không Vỡ (Phạm Mạnh Cương)             | solo                                          | ASIA 66      | 2010 |
| 5   | Em Đi Chùa Hương (Hoàng Quý, Nguyễn Nhược Pháp) | solo                                          | ASIA 67      | 2011 |
| 6   | Trường Cũ Tình Xưa (Duy Khánh)                  | Đặng Thế Luân                                 | ASIA 68      | 2011 |
| 7   | Huế Ơi (Nhật Ngân)                              | Tường Khuê                                    | ASIA 69      | 2012 |
| 8   | Kịch: Bến Đợi Đò Qua                            | Quang Minh, Hồng Đào, Mỹ Huyền, Hà Thanh Xuân | ASIA 70      | 2012 |
| 9   | Huế Nhớ O (Anh Bằng, Giáng Thơ)                 | Đặng Thế Luân                                 | ASIA 70      | 2012 |
| 10  | Buồn (Y Vân)                                    | solo                                          | ASIA 71      | 2013 |
| 11  | Ai Cho Tôi Tình Yêu (Trúc Phương)               | solo                                          | ASIA 74      | 2014 |

#### Chương trình khác
| STT | Ca khúc                              | Thể hiện với                                                             | Chương trình                 | Năm  |
| --- | ------------------------------------ | ------------------------------------------------------------------------ | ---------------------------- | ---- |
| 1   | Hai Mùa Noel (Đài Phương Trang)      | solo                                                                     | ASIA Noel, Noel 2010         | 2010 |
| 2   | Về Thăm Chốn Xưa (Anh Bằng)          | solo                                                                     | Golden ASIA 1                | 2011 |
| 3   | Phượng Vỹ (Vũ Thanh)                 | solo                                                                     | ASIA Giải Sáng Tác 2010      | 2011 |
| 4   | Chiến Sĩ Vô Danh (Phạm Duy)          | Hồ Hoàng Yến, Diễm Liên, Mỹ Huyền, Thiên Kim, Y Phụng, Ca đoàn Ngàn Khơi | Golden ASIA 2                | 2011 |
| 5   | Cám Ơn Anh (Trúc Hồ, Trầm Tử Thiêng) | Ngọc Huyền, Tường Nguyên, Tường Khuê, Ca đoàn Ngàn Khơi                  | Golden ASIA 2                | 2011 |
| 6   | Lời Con Xin Chúa (Lê Kim Khánh)      | solo                                                                     | ASIA Noel Mùa Tình Yêu       | 2011 |
| 7   | Ai Lên Xứ Hoa Đào (Hoàng Nguyên)     | solo                                                                     | ASIA Xuân Hy Vọng            | 2012 |
| 8   | Lời Mẹ Nhắn Nhủ (Lm. Huyền Linh)     | solo                                                                     | ASIA Niềm Vui Mùa Giáng Sinh | 2012 |